# FN P90衝鋒槍
P90是于1990年由比利時的軍火商Fabrique Nationale所推出，屬於個人防衛武器類別的槍械。

## 歷史
P90的開發目標是研制出一種符合北約提出對個人防衛武器的要求，即美國的小火器主導計劃、北約的AC225計劃中要求的一種槍械：
- 重量輕，體積細小
- 容易瞄準，且後座力低，以提高命中率
- 高穿透力，在150米內能擊穿個人防護裝備（如頭盔、防彈背心等）
- 結構簡單，易於隨時進行保養

這種槍械要求適合戰場上如駕駛員或後勤人員等未經過專業化軍事訓練的人員，依舊能較好地操作，並能穿透軍用防彈裝備，以應對敵方身穿防彈裝備的前線部隊。
P90是全名“FN Project 1990”的簡寫，意即“FN 1990年計劃”，是世界上第一種使用了全新彈藥的個人防衛武器類槍械。
雖然這款槍械擁有其他槍械所沒有的衆多優點，但單價高昂。設計原意是給訓練不足的軍方人員作自衛用，但現在的用戶反而多是受過專業訓練的人員。
在1993年，FN推出了同樣使用5.7×28毫米子彈的Five-seveN手槍，使系列更完整。

## 設計

### 結構
P90獨特的外形是基於生物力學而研究的：握把參考了競賽用槍的設計，手握住握把時可以保持射擊姿勢的舒適，最前方垂直向下的凸起物用作防止副手射擊時意外地伸到槍口，圓滑的外觀也在很大程度上避免了在作戰中意外被衣物纏繞的情況。
考慮到作戰時要在狹窄環境中携帶武器通過或使用武器（例如裝甲車輛內部），P90長度被設計為不長於成年人的平均肩寬（0.5米），因此採用犢牛式無托設計；這種設計是槍機藏於後槍托內，而進彈位則在握把後方，目的是保留槍管長度的同時，盡量把槍身縮短。
P90槍身全長只有50公分，但槍管仍有263毫米長，較長的槍管讓子彈加速時間較長且彈速高，有助提高射程及穿透力；枪管内有八条右旋膛线，缠距1:9.1英寸。無托結構的設計還有其他優點：槍身重心部置靠近握把及較貼近射手，因此有利單手操作及可更快速靈活地改變射擊方向。固定槍托也很大程度上提高了反應速度及射擊精度。
（中）出彈匣前被旋轉90度至與槍管平行。

整槍包括擊鎚在內皆大量使用高分子塑料（polymer）製造，以減輕槍械重量及縮減生產成本，其槍體净重只有2.5公斤，加上50發彈匣後也只有3公斤。它的擊鎚總成與斯泰爾AUG突擊步槍和FN F2000突擊步槍的設計類似，扳機釋放壓力大約為8磅。

### 運作原理
P90的運作是利用了單純反沖（Simple Blowback）原理，由槍機重量造成的慣性及復進彈簧的阻力，使子彈發射時保持閉鎖，提高了P90的可靠性，使其便於保養之餘，降低生產成本。
這種小口徑高速5.7×28mm彈藥本身的後座力極輕，約只有5.56 NATO彈藥的一半，比9毫米手槍子彈還低，加之P90本身獨特的雙復進簧與後座緩衝墊，使得後座力進一步降低。
低膛壓是能夠採用單純反衝的先決條件，P90採用的子彈SS190膛壓只有345MPa（5.56毫米是430MPa），射速可以高達900發／分鐘。
P90在開火時，彈殼下拋，拋出的彈殼在射手視線以外，對射手的影響減到最低；拋彈口經精心設計，確保在貼近地面或倒置等各種射擊姿勢下，彈殼的抛出也不會影響射手射擊。
P90的左右方都設有拉機柄，射擊模式選擇旋鈕在扳機護環內扳機下方，加之無托結構的設計，P90能讓射手方便地進行左右手切換操作。該槍是一款擊發調變槍械，可選擇半自動或全自動方式射擊，在全自動模式下有類似AUG步槍的漸進式扳機系統，輕扣扳機為半自動發射，進一步扣下則是連射（全自動發射）。

### 子彈

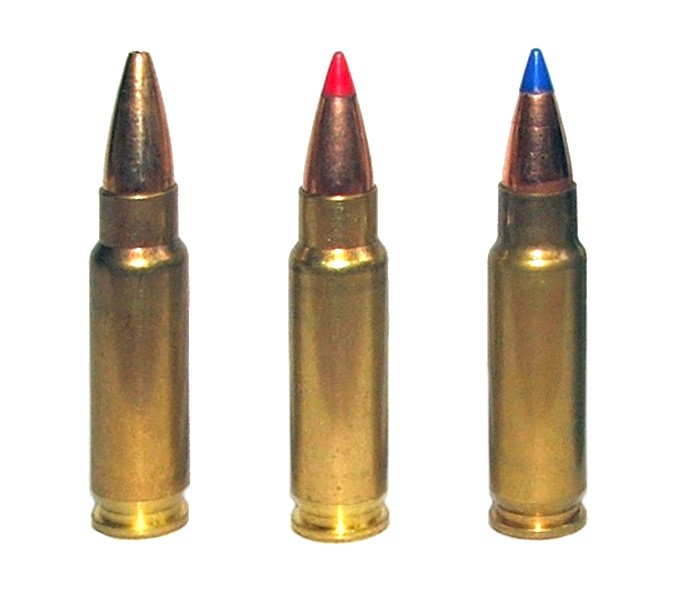
P90使用的5.7×28mm子彈

P90最突出的性能是低於手鎗子彈的後座力，但對個人防彈裝備卻有高於手鎗子彈的穿透力。
5.7×28毫米彈藥可以輕易的穿透具有三級、四級，甚至於五級防護能力防彈背心，這全歸功於全新設計的SS90、SS190子彈。SS190的總能量與9毫米相若，但速度高一倍，後座力只有9毫米的70%，重量較9毫米輕，彈頭較尖、長。SS190膛壓只比9毫米高約50%，讓P90可以採用簡單可靠的運作方式，同時擁有良好射擊精準度。
雖然對防彈裝備有很高的穿透力，但5.7×28毫米子彈的停止作用（stopping power）並不低，因為彈頭在人體內翻滾足以做成相當的破壞，而對人體的穿透力也不高；因此在警務上使用時，有助減少穿過目標後傷及無辜的機會。
1999年，皇家加拿大騎警測試顯示SS190打穿25m外的level II防彈背心後穿越仿人體膠質只有9吋深；候斯頓警方的SWAT測試也發現SS190對無保護裝備的仿人體膠質只穿越11-13吋深。
因此5.7口徑的子彈除了顯示出高停止作用外，也減小警務人員對子彈穿過目標後，誤傷無辜的憂慮。
雖然5.7×28毫米子彈在穿透力及制止力的性能同樣優異，但碰巧冷戰結束，在各國一片裁軍潮中，多使用一種新子彈實不可能，造成推廣上的另一困難。
現在，生產5.7×28毫米子彈的除了赫爾斯塔爾國營工廠(FN Herstal）外，還有Fiocchi Munizioni，使用5.7×28毫米子彈的鎗械除了P90及FN Five-seveN外還有由M4改過來的AR-57。另外，有一些可以選用幾款不同子彈的鎗械可以選用5.7毫米× 28毫米，包括VBR CQBW及新科動力CPW。
早期的子彈型號為SS90，採塑質蕊的全金屬被覆（FMJ）彈頭，重1.5克，比9毫米手鎗子彈輕，彈速848m/s。1994年被短2.7毫米及略重的SS190所取代。SS190，子彈因為略重，彈速約為712m/s，以鋼及鋁製作彈蕊，穿透力比SS90高。

#### 北約評估

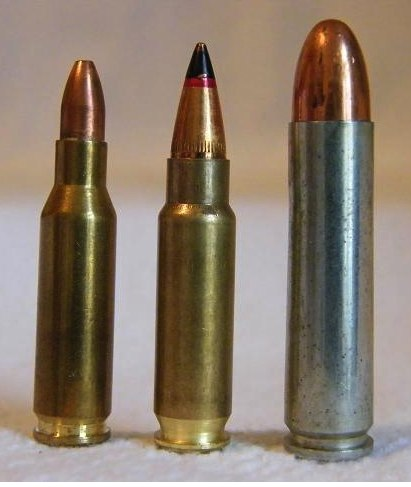
由左至右：4.6×30mm, 5.7×28mm及.30 Carbine

現今彈藥中，性能與SS190（5.7×28mm）相當的只有H&K的4.6×30mm子彈。為了標準化個人防衛武器的彈藥，北約對此兩種子彈作對比測試，以選其一取代9x19mm。
測試小組由來自美國、加拿大、法國及英國的多個專家組成，分ETBS及QRT兩工作組。結論是5.7×28mm子彈的性能明顯比4.6×30mm的高，最重要的分別是：
- 兩款子彈對有穿著防彈裝備的目標有相同的效率，但對無防彈裝備的目標時，5.7×28毫米子彈的效率高27%。[4]
- 在極端溫度下，5.7×28毫米子彈的性能所受的影響較小。[4]
- 5.7×28毫米彈藥對鎗管的損害較低。[4]
- 5.7×28毫米子彈的設計及生產較接近5.56x45mm NATO子彈，方便以現有生產線大量生產。[4]
- 使用5.7×28毫米系子彈的鎗械較成熟，對鎗械設計要求也較低，同時已有手鎗設計[4][5]。

因此北約建議以5.7×28毫米作標準，但研發4.6×30毫米彈藥的德國拒絕接受，因而整個標準化程序被迫終止。
之後，在FN的網頁上，5.7毫米子彈的的資料中加上了北約推薦（recommended by NATO）的描述。

### 彈匣
P90的彈匣位於槍管上方，彈匣為長條形且與槍管平行。
P90的彈匣容量50發，以半透明塑膠制成，提供比大部份其他同類槍械多60%至100%的持續火力；由於彈匣位於槍身正上方，槍手在射擊時，可方便地檢視子彈餘量。
子彈在彈匣內的方向與槍管垂直，射擊時會通過匣內的螺旋狀滑槽旋轉90度，與槍管平行後入膛，橫向裝置的設計也使得P90比其他同類槍械更為低矮，只有210毫米高，伏射時射手可以伏得更低。
使用SS190的P90彈匣在1993年推出。

### 瞄具
由於P90鎗身非常短，使用機械準星的誤差太大，因此P90需使用光學瞄準器。
原裝設計使用MC-10-80反射式單點瞄準鏡，是由Ring Sights公司設計，並予P90專用的。
它的內部有一束由前方集光的光纖來照亮瞄準線，增加晝間環境與準星之間的反差。瞄準鏡視界大約是180 MOA，由一個瞄準中心點與20 MOA的同心圓圈構成整個晝間瞄準線。
夜間瞄準線是由一個靠「氚組件」照明的「T」型橘紅色瞄準線構成，夜間瞄準線亦可於晝間背光時使用。此瞄準器可以由射手微調，並能與夜視器配合使用。
光學瞄準器的兩側都有簡單的準星，是為萬一光學瞄準器有損壞時作後備之用。

### 配件
P90的配件包括有：
- 戰術燈
- 雷射瞄準器
- 鎗帶
- 槍械消音器

### 保養

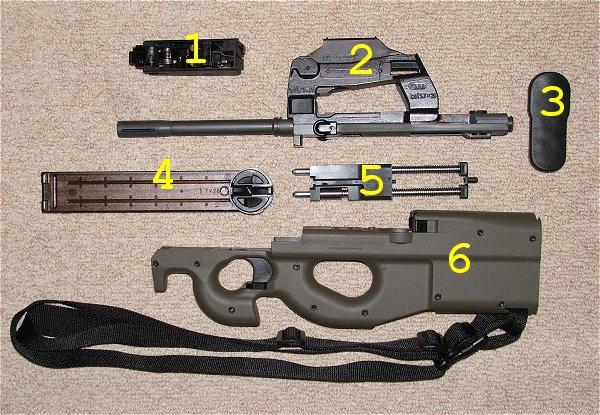
PS90 1.擊鎚總成；2.槍管與光學瞄準鏡；3.托底板；4.半透明彈匣；5.復進簧與槍機總成；6.槍身與扳機總成

P90採用模組化設計，使得整槍只有69個零件（27件為塑膠造）。
為簡化保養工作，鎗托後部有一空間用作收納清潔工具。
整槍拆解幾乎無需任何工具，經簡單訓練，可於15秒內完成拆解。拆解後主要有半透明彈匣、槍身與扳機總成、槍管與光學瞄準鏡以及復進簧與槍機總成等4個模組。其鎗管以冷鍛方式制造，設計壽命為20,000發子彈。

## 衍生型
除PS90以外，各衍生型均可加裝Gemtech抑制器（Model SP-90）。

### P90 STD
- 標準型，可應特种部队的需要，在瞄准镜两侧增加一段導軌。

### P90 TR
- 此型號在1999年出現。
- TR即三導軌（Triple Rail）之意。
- 機匣上以及槍身加裝MIL-STD-1913導軌，以安裝戰術配件。
- 頂端的導軌較長，用以裝瞄具，兩則較短，用以安裝鐳射瞄準器及照明用具。

### P90 TAC
- P90的最新改良型。
- 明顯的特徵是延長了頂部的導軌、新增了新型的消焰器，並在導軌座下增加了一個後備的簡易機械瞄具。

### P90 USG
- USG即美國政府（United States Govrnment）之意。
- 跟標準P90基本相同，區別在於瞄具，鋁合金製MC-10-80光學瞄準鏡內部的瞄準點、圈為黑色，便於日間強光下使用，在暗環境下標示會由氘氣發出紅色光綫。
- 瞄鏡可移除，換成MIL-STD-1913導軌以便裝上其他瞄具。

### P90 LV
- 在1995年推出。
- 內置鐳射瞄準器。
- LV即鐳射瞄准器的單詞Visible Laser之縮寫。
- 由澳洲Laserex Technologies生產。
- 內置在P90前方鎗咀下方的凸出位置，重131g。
- 可見光激光功率為8mW，供低光度環境的輔助瞄準。
- 電池壽命達250小時（訓練模式）或50小時（戰鬥模式）。
- 瞄具開關設於握把下方，可選擇3種模式，關閉、低光度（訓練用）及最大光度（作戰用）。

### P90 IR
- 在1995年推出。
- IR的意思为紅外線。
- 內置紅外線鐳射瞄準器，只有在夜視裝備配合下才可見其發出的紅外光綫

### PS90
- 美國民用市場專供，為半自動式。
- 由於部份地區對彈匣容量有限制，隨鎗附上的彈匣容量限制在10發或30發。
- 因為美國的稅務因素，鎗管改為407毫米（16英寸）長，枪口初速777m/s；若使用其他廠商制造的子彈，可高至930m/s。

## 實戰應用
P90的首次實戰紀錄是比利時的特種部隊用於1991年的海灣戰爭。
在1997年的日本駐秘魯大使館人質危機，秘魯特種部隊在拯救人質行動Operation Chavín de Huántar的過程中使用了裝上消音器的P90。該行動中，14名MRTA武裝份子被擊殺，武裝份子身穿的防彈衣都被P90擊穿，71名人質獲救。
2011年，利比亞領袖卡達菲的部隊在利比亞內戰中使用過P90。
P90沒有在軍隊後勤大規模裝備，大放異彩的地方反而是治安用。
1999年的美國休斯頓警方也開始使用P90，是第一個使用P90的警務單位；2003年休斯頓警方第一次在實戰中使用P90，也是該國第一次P90的實戰紀錄。美國德克萨斯州的Addison警隊則是美國第一個把P90應用於巡邏車隊伍的警務單位。
至2009年，全美有超過200個執法人員使用P90，包括美國特勤局。因為有不少單位採用，美國步槍協會把P90及PS90列入該會的警察戰術比賽標準中。
在2009年，全世界有40個國家的軍方或警務單位使用P90。

## 使用國

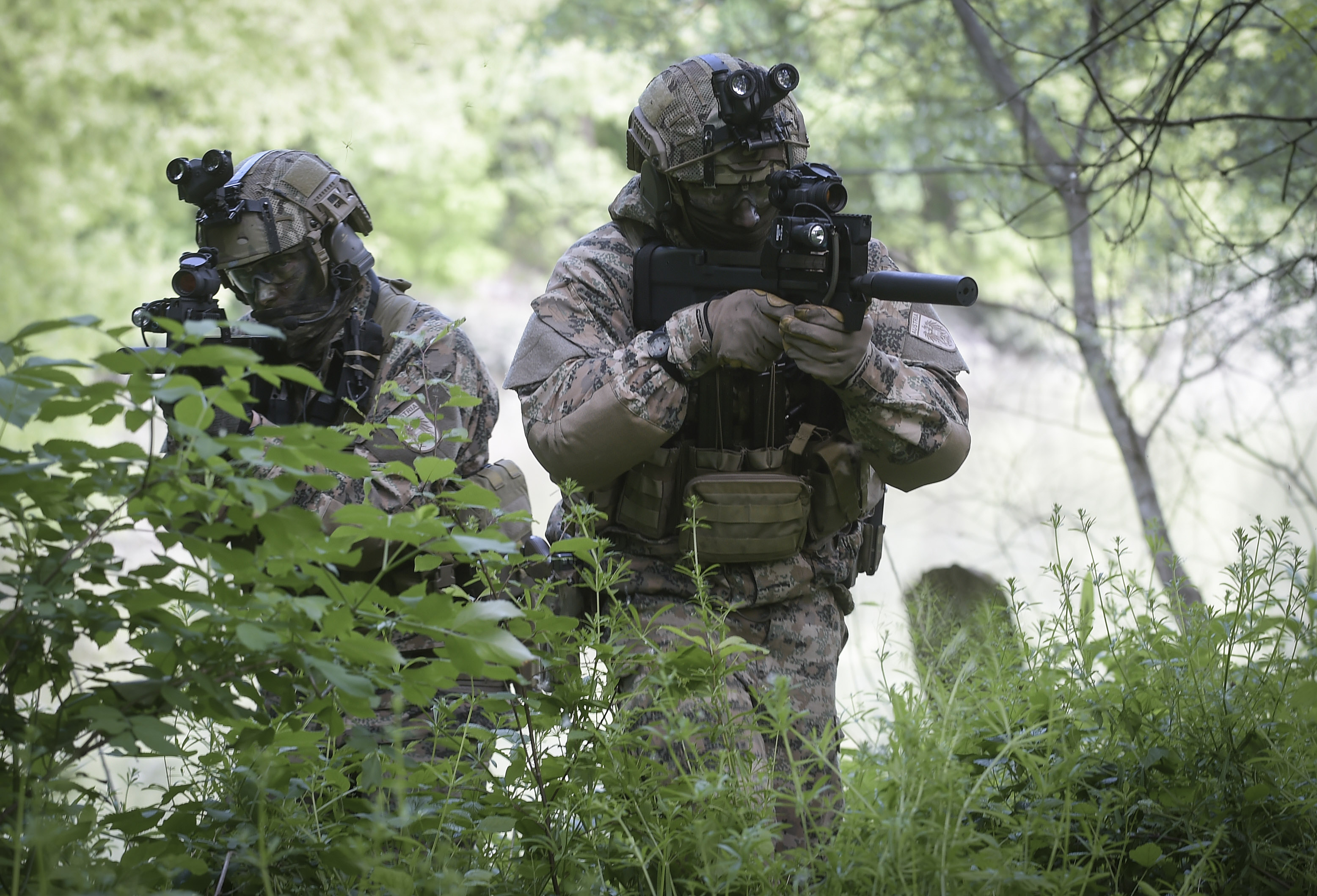
奧地利陸軍特種部隊獵人突擊隊裝備的P90 STD

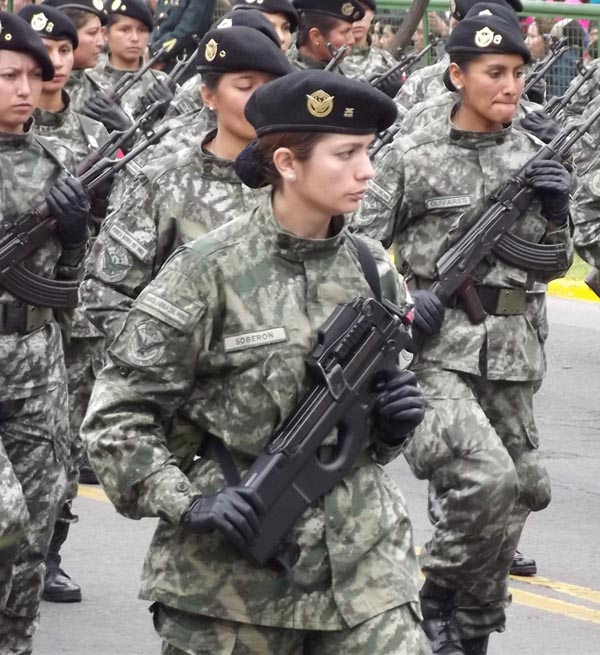
一名秘魯女兵在閱兵中手持P90 STD

| 國家                       | 單位名稱                                           | 型號            | 數量  | 日期   | 其他資料             |
| -------------------------- | -------------------------------------------------- | --------------- | ----- | ------ | -------------------- |
| 阿根廷                     | 阿根廷海軍戰術潛水小組                             | P90 STD         | —     | —      | [ 9 ] [ 10 ] [ 11 ]  |
| 阿根廷                     | 前PAN國家航空警察                                  | P90 STD         | —     | —      | [ 12 ]               |
| 奥地利                     | 奧地利陸軍獵人突擊隊                               | P90 STD, P90 TR | 140   | —      | [ 13 ]               |
| 奥地利                     | 奧地利憲兵近身護衛隊                               | P90 TR          | —     | —      | [ 14 ]               |
|                            | 反恐部隊                                           | —               | —     | —      | —                    |
| 孟加拉武裝部隊特種部隊單位 | —                                                  | —               | —     | —      |                      |
| 比利时                     | 比利時國防軍                                       | P90 STD, P90 TR | —     | —      | [ 15 ] [ 16 ]        |
| 比利时                     | 保安護衛分隊                                       | P90 STD         | 53    | —      | [ 16 ]               |
| 比利时                     | 比利時聯邦警察特別單位                             | —               | —     | —      | [ 17 ]               |
| 比利时                     | 前比利時憲兵部隊                                   | P90 STD         | 114   | —      | [ 18 ]               |
| 比利时                     | 阿爾斯科特市警隊                                   | P90 STD         | —     | —      | [ 19 ]               |
| 比利时                     | 列日市警隊（用於取代烏茲衝鋒槍）                   | —               | —     | 2002-  | [ 20 ] [ 21 ]        |
| 比利时                     | Boraine警區                                        | P90 TR          | —     | —      | [ 22 ]               |
|                            | 國家調查及保護局                                   | —               | —     | —      | —                    |
| 巴西                       | 里約熱內盧州軍事警察特別警察行動營                 | —               | —     | —      | [ 23 ]               |
| 加拿大                     | 加拿大特種作戰部隊司令部第2聯合特遣部隊            | —               | —     | 2005-  | [ 24 ]               |
| 加拿大                     | 哈利法克斯地區警察                                 | —               | —     | —      | [ 25 ]               |
| 加拿大                     | 蒙特利爾警察局特警部隊                             | —               | —     | —      | [ 26 ]               |
| 智利                       | 特種部隊單位                                       | —               | —     | —      | [ 27 ]               |
| 哥伦比亚                   | 歐米茄特遣部隊                                     | —               | —     | —      | —                    |
| 哥伦比亚                   | 總統衛隊                                           | —               | —     | —      | —                    |
| 哥伦比亚                   | 哥倫比亞國民軍                                     | —               | —     | —      | —                    |
| 賽普勒斯                   | 賽普勒斯國民警衛隊特種部隊單位                     | P90 STD         | 350   | 2000-  | [ 6 ]                |
| 捷克                       | 捷克國家警察快速反應單位                           | P90 STD         | —     | 2000s- | [ 28 ]               |
|                            | 共和國總統軍事助手總隊                             | —               | —     | —      | [ 29 ]               |
| 反恐部隊                   | —                                                  | 150             | 2002- | [ 30 ] |                      |
| 多米尼加共和國武裝部隊     | —                                                  | —               | —     | [ 29 ] |                      |
| 薩爾瓦多                   | 特別反恐突擊隊                                     | —               | 350   | 2002-  | [ 31 ]               |
| 埃及                       | 特警單位                                           | —               | —     | —      |                      |
| 法國                       | 法國陸軍                                           | P90 STD         | —     | —      | [ 32 ]               |
| 法國                       | 法國特種作戰司令部                                 | —               | —     | —      |                      |
| 法國                       | 法國國家憲兵干預組                                 | P90 TR          | —     | —      | [ 33 ]               |
| 法國                       | 國家警察干預組                                     | —               | —     | —      | [ 34 ]               |
| 法國                       | 國家警察搜索，支援，干預，威懾部隊                 | —               | —     | —      | [ 34 ] [ 35 ]        |
| 法國                       | 法國海軍陸戰隊                                     | P90 STD         | —     | —      | [ 32 ]               |
| 德国                       | 德國聯邦刑警保護小組                               | P90 TR          | —     | —      | [ 36 ]               |
|                            | 格魯吉亞內務部                                     | —               | —     | —      | [ 37 ] [ 38 ]        |
| 希腊                       | 希臘警察特別反恐單位                               | —               | —     | —      | [ 39 ]               |
|                            | 危地馬拉總統府秘書處                               | P90 STD         | 20    | 2009-  | [ 40 ]               |
| 印度                       | 特別保護組                                         | P90 STD, P90 TR | —     | 2008-  | [ 41 ]               |
| 印度                       | 特別邊防部隊                                       | —               | —     |        |                      |
| 印度尼西亞                 | 印尼海軍青蛙司令部                                 | —               | —     | —      | [ 42 ]               |
| 印度尼西亞                 | 印尼陸軍特種部隊司令部                             | —               | —     |        |                      |
| 愛爾蘭                     | 愛爾蘭陸軍遊騎兵                                   | —               | —     | 2003-  | [ 43 ]               |
| 義大利                     | 義大利陸軍第9傘降突擊團                            | P90 TR          | —     | —      | [ 44 ]               |
| 约旦                       | 約旦武裝部隊                                       | —               | —     | —      | [ 45 ]               |
| 科威特                     | 科威特軍隊                                         | —               | —     | 2003-  | —                    |
| 黎巴嫩                     | 內部安全部隊                                       | —               | —     | —      | [ 46 ]               |
| 利比亞                     | 利比亞民眾國武裝部隊（部份被利比亞國民解放軍繳獲） | —               | 367   | 2008-  | [ 47 ]               |
| 盧森堡                     | 大公國警察特別單位                                 | P90 TR          | —     | —      | [ 13 ] [ 48 ]        |
| 马来西亚                   | 馬來西亞皇家海軍海军特种作战部队                   | —               | —     | —      | [ 49 ]               |
| 毛里塔尼亚                 | 總統安全大隊                                       | —               | —     | —      | [ 50 ]               |
| 模里西斯                   | 多個警察單位                                       | P90 STD         | —     | —      | [ 51 ]               |
| 墨西哥                     | 墨西哥陸軍特種部隊單位                             | P90 STD         | —     | —      | [ 52 ]               |
| 墨西哥                     | 總統衛隊                                           | —               | —     | —      | [ 52 ]               |
| 墨西哥                     | 墨西哥海軍特種部隊單位                             | —               | —     | —      | [ 52 ]               |
| 墨西哥                     | 墨西哥聯邦警察                                     | —               | —     | —      | [ 40 ]               |
| 摩洛哥                     | 安全干預小組                                       | —               | —     | —      | —                    |
| 荷蘭                       | 荷蘭皇家陸軍突擊隊軍團（取代烏茲衝鋒槍）           | P90 TR          | —     | 2000-  | [ 6 ] [ 53 ] [ 54 ]  |
| 荷蘭                       | 荷蘭皇家海軍陸戰隊海軍陸戰隊干預單位               | P90 TR          | —     | 2001-  | [ 53 ] [ 55 ]        |
| 荷蘭                       | 荷蘭皇家憲兵隊特別保安任務大隊                     | −               | −     | −      | [ 56 ]               |
| 奈及利亞                   | 國家情報部                                         | P90 STD         | 100   | 2011-  | [ 57 ]               |
| 阿曼                       | 阿曼蘇丹武裝部隊                                   | —               | —     | —      | —                    |
| 巴基斯坦                   | 巴基斯坦陸軍特勤組                                 | —               | —     | —      | [ 58 ]               |
| 巴拿马                     | 要員保護單位                                       | —               | —     | —      | —                    |
|                            | 巴布亞新幾內亞國防軍                               | —               | —     | —      | [ 59 ]               |
| 秘魯                       | 秘魯武裝部隊特種部隊單位                           | —               | —     | —      | [ 60 ]               |
| 秘魯                       | 秘魯陸軍傘兵部隊                                   | —               | —     | —      | [ 61 ]               |
| 菲律賓                     | 菲律賓國家警察特別行動部隊                         | —               | —     | —      |                      |
| 波蘭                       | 波蘭武裝部隊行動應變及機動組                       | P90 TR          | —     | 2006-  | [ 62 ]               |
| 波蘭                       | 政府保護部                                         | P90 STD         | —     | 2007-  | [ 63 ]               |
| 葡萄牙                     | 治安警察局特別行動組                               | —               | —     | 2002-  | [ 64 ]               |
| 羅馬尼亞                   | 羅馬尼亞國防部特別保護和干預支隊                   | —               | —     | —      | [ 65 ]               |
| 沙烏地阿拉伯               | 沙特緊急部隊                                       | P90 STD         | 500   | 1992-  | [ 66 ] [ 67 ]        |
| 新加坡                     | 新加坡武裝部隊特攻部隊                             | —               | 500   | 2002-  | [ 68 ] [ 69 ] [ 70 ] |
| 西班牙                     | 西班牙國家警察特別行動組                           | P90 TR          | —     | —      | [ 71 ] [ 72 ]        |
| 西班牙                     | 西班牙空軍特種部隊單位                             | P90 STD, P90 TR | —     | —      | [ 73 ]               |
| 苏里南                     | 蘇利南武裝部隊                                     |                 | 900   | 2001-  | [ 30 ] [ 74 ]        |
| 中華民國                   | 中華民國陸軍                                       | P90 STD         | —     | 1992-  | [ 66 ] [ 75 ]        |
| 泰國                       | 泰國皇家陸軍特別單位                               | —               | —     | —      | [ 76 ]               |
| 千里達及托巴哥             | 特立尼達和多巴哥國防軍                             | —               | —     | —      | [ 77 ]               |
| 土耳其                     | 警察反攻隊                                         | —               | —     | —      | [ 78 ]               |
| 土耳其                     | 憲兵特別公眾安全指揮部                             | —               | —     | —      | [ 79 ]               |
| 土耳其                     | 警察反恐部隊                                       | —               | —     | —      | [ 78 ] [ 79 ] [ 80 ] |
| 乌克兰                     |                                                    |                 |       |        |                      |
| 烏克蘭武裝部隊             | —                                                  | —               | —     | —      |                      |
| 執法機構                   | P90 LV                                             | 30              | 2008- | [ 81 ] |                      |
| 總統衞隊                   | —                                                  | —               | —     | —      |                      |
| 英国                       | 西米德蘭茲警察                                     | —               | —     | —      | —                    |
| 美国                       | 美國聯邦保衛局                                     | "P90 STD"       | —     | 2001-  | [ 21 ] [ 82 ]        |
| 美国                       | 美國移民局                                         | —               | —     | —      |                      |
| 美国                       | 美國特勤局                                         | P90 TR          | —     | 1990s- | [ 83 ] [ 84 ]        |
| 美国                       | 德州Addison警隊                                    | PS90 TR         | 52    | 2007-  | [ 85 ] [ 86 ] [ 87 ] |
| 美国                       | 阿拉斯加州警隊                                     | P90 LV          | 9     | —      | [ 88 ]               |
| 美国                       | 阿拉巴馬州特種武器和戰術部隊                       | P90 STD         | —     | —      | [ 89 ] [ 90 ]        |
| 美国                       | 德州布賴恩市特種武器和戰術部隊                     | —               | —     | —      | [ 91 ]               |
| 美国                       | 加利福尼亞州Chula Vista特種武器和戰術部隊          | —               | —     | —      | [ 92 ]               |
| 美国                       | 密西西比州警察                                     | —               | —     | —      | [ 93 ]               |
| 美国                       | 休斯頓警方                                         | P90 STD         | 5     | 1999-  |                      |
| 美国                       | 賓夕凡尼亞州警隊                                   | —               | —     | —      | [ 94 ]               |
| 美国                       | 堪薩斯州奧拉西警隊                                 | —               | 23    | 2001-  | [ 95 ]               |
| 美国                       | 新澤西州巴賽克縣特種武器和戰術部隊                 | —               | —     | 2002-  | [ 96 ]               |
| 美国                       | 南加州特別反應部隊                                 | —               | —     | 2000-  | [ 97 ]               |
| 美国                       | 南達科他州特種武器和戰術部隊                       | —               | —     | —      | [ 98 ]               |
| 美国                       | 德克薩斯州麥克倫南縣警局                           | −               | −     | −      |                      |
| 美国                       | 德克薩斯州薩帕塔縣警局                             | −               | −     | −      | [ 99 ]               |
| 委內瑞拉                   | MPPRE要員保護小組                                  | —               | —     | —      | [ 100 ]              |
| 委內瑞拉                   | 委內瑞拉海軍COPEMI                                 | —               | —     | —      | [ 101 ]              |
| 委內瑞拉                   | 委內瑞拉空軍CSAR                                   | —               | —     | —      | [ 101 ]              |
| 委內瑞拉                   | 委內瑞拉陸軍                                       | —               | —     | —      | [ 101 ] [ 102 ]      |
| 委內瑞拉                   | 委內瑞拉國民警衛隊                                 | —               | —     | —      | [ 101 ]              |
| 委內瑞拉                   | 部份警隊                                           | —               | —     | —      | [ 103 ] [ 104 ]      |

## 流行文化

### 電影
- 2002年—：在未來世界中有P90出現。
- 2003年—
- 2004年—：由法國警察所使用。
- 2010年—《浴血任務》：型號為P90 TR，由「陰陽」（李連杰飾演）所使用。
- 2011年—《玩命關頭5》：在槍戰中，由美國外交安全局外交安全处（英语：Diplomatic Security Service）文斯（麥特·蘇茲飾演）所使用。
- 2011年—：型號為P90 STD和P90 TR，由迪恩·桑德森的守衛與殺手所使用。
- 2013年—：型號為P90 TR，裝上Aimpoint Comp紅點鏡，由美國特勤局和緊急應變組的隊員所使用。
- 2013年—：由美國特勤局及旗下的戰術應變部隊所使用。
- 2014年—：為標準型，由露娜（龍達·魯西飾演）和約翰·史麥利（凱蘭·魯茲飾演）所使用。

### 電視片集
- 《星際之門》：整個《星際之門》影集系列中，主角及配角所使用的主要武器幾乎都是P90 STD。該型槍除了容易隱藏，以便外交任務使用外，高穿透力的子彈和大容量彈匣也是有效對付賈法、死靈等外星敵對勢力士兵的利器。
- 《CSI犯罪現場》12季第9及第11集：描述一批FN P90流入拉斯維加斯的一連串故事。

### 電子遊戲
- 1998年—：命名为「H&K P90C」，改为发射10毫米口径子弹。
- 1999年—系列（1.6）：型號為P90 STD，命名為「ES C90」；奇怪地射擊後，彈殼會從側邊抛出（次世代版本修正了這個問題），而且無法使用瞄準鏡。
- 2001年—《辐射战略版：钢铁兄弟会》：命名为「FN P90C」，奇怪地改为发射9毫米口径子弹。
- 2001年—《潛龍諜影2：自由之子》：僅由敵方使用，玩家不可獲取。
- 2004年—：型號為P90，奇怪地射擊後，彈殼會從側邊拋出。
- 2006年—《虹彩六號：拉斯維加斯》：型號為P90 STD，命名為「P90」。
- 2007年—《穿越火线》：型号为P90 STD与P90 TR：
  - P90 STD命名为“P90”，以50发弹匣供彈，无法使用瞄准镜。没有军衔限制，可使用9500GP购买并永久使用。
  - P90 TR命名为“乱世”，采用绿白相间的蜂窝式样涂装，使用50发弹匣供彈，却奇怪的可装填60发弹药。可以使用右键切换双持状态，单弹匣变为120发（雙槍各60发），落点散布扩大；挑战模式默认为双持状态，单弹匣为180发（雙枪各90发）并拥有充能功能，充能完毕后使用右键更换为300发（雙槍各150发）的特殊弹匣，弹匣模型依然为50发弹匣的模型。
- 2007年—《Online》：型號為P90 STD，命名為「ES C90」，奇怪地射擊後彈殼會從側邊拋出，而且無法使用瞄準鏡。此外有粉紅色槍身的兔年限定衍生型。
- 2007年—及重製版：型號為P90 TR，命名為「P90」，配備從導軌安裝的H&K樣式鼓型後照準器和冠頂狀前準星，並在上機匣左邊的皮卡汀尼導軌裝有鐳射瞄準器（無法使用）。在重製版裝備，該槍時玩家能夠看到半透明彈匣的殘彈量。在戰役模式中由俄羅斯極端民族主義黨武裝份子所使用，奇怪地在1996年的關卡中也會出現。聯機模式於等級40解鎖，並可使用紅點鏡、消音器及ACOG光學瞄準鏡。
- 2007年—《戰地之王》：型号为P90 STD，不可改造。升级为P90 TR後可改造。
- 2008年—《潛龍諜影4：愛國者之槍》：型號為P90 STD，命名為「P90」。可以購買或從敵方奪取。
- 2008年—《虹彩六號：拉斯維加斯2》：型號為P90 STD，命名為「P90」。
- 2009年—及重製版：型號為P90 TR，命名為「P90」，配備從導軌安裝的H&K樣式鼓型後照準器和冠頂狀前準星，並在上機匣左邊的皮卡汀尼導軌裝有鐳射瞄準器（無法使用）。在重製版裝備該槍時，玩家能夠看到半透明彈匣的殘彈量。在戰役模式中由俄羅斯極端民族主義黨武裝力量及暗影連所使用。聯機模式於等級24解鎖，可增加射速，並可使用紅點鏡、消音器、ACOG光學瞄準鏡、全金屬披甲彈（英语：Full metal jacket bullet）、雙持、全息瞄準鏡、熱能探測式瞄具及延長彈匣（增至75發）。
- 2009年—《俠盜獵車手：夜生活之曲》：命名為「突擊衝鋒槍」。
- 2009年—：命名为“P90”，不可改造，使用红点瞄准镜。為DLC「欧洲力量」中二级解锁的武器之一，即是没有《欧洲力量》扩展包的玩家也可以使用这些武器。
- 2010年—《榮譽勳章》：型號為P90 TR；奇怪地彈殼會在前下方排出，而且在空倉重新裝填後，玩家角色不會為槍械上膛。聯機模式中由聯軍和塔利班（後來改名為“OPFOR”）雙方特戰兵所使用。
- 2011年—：型號為P90 TR，使用“機械瞄具”時會配備通過位於上機匣的戰術導軌上安裝的售後市場覘孔式瞄具。聯機模式中被歸類為個人防衛武器（PDW）並於40級解鎖，能夠搭配多種瞄準具、鐳射瞄準器、消音器等。
- 2011年—：型號為P90 TR，命名為「P90」，配備從導軌裝上的H&K樣式鼓型後照準器和冠頂狀前準星，並在上機匣左邊的皮卡汀尼導軌裝有鐳射瞄準器（無法使用）。在戰役模式中由俄羅斯極端民族主義黨武裝力量及同心圈成員所使用。聯機模式於等級38解鎖，而在生存模式則於等級46解鎖，價錢為$2,000。可使用增加射速、紅點鏡、消音器、ACOG光學瞄準鏡、HAMR瞄準鏡、全息瞄準鏡、熱能探測式瞄具及延長彈匣（增至75發）。
- 2012年—：型號為P90 TR，命名為「PDW90」。在戰役模式中由暗影军团及141特遣队成员所使用。
- 2012年—：型號為P90 TR，與前作一樣，右鍵無功能，命名為「P90」，造型上配備透過位於上機匣的戰術導軌上安裝的售後市場覘孔式瞄具。
  - 由于P90拥有弹量高、射击稳定、射速高等优点，加上游戏内地图“Dust2”中恐怖份子陣營能更快地前往爆破点B并易守难攻。所以扮演恐怖份子的玩家经常选择“使用P90，立即冲去占领爆破点B并驻守”的简便战术来取胜，产生了专有名词“Rush B”，与P90同义。
- 2012年—《自由之心》
- 2012年—《战争前线》：型号为P90 TAC，命名为“FN P90”，在枪托位置与弹匣末端分别卷有一圈绿色胶带，以50发弹匣供彈，为工程兵专用武器。在商城内以K点贩卖，可以改装枪口配件（通用消音器、冲锋枪消音器、冲锋枪制退器、冲锋枪刺刀）以及瞄准镜（EoTech 553全息瞄准镜、绿点全息瞄准镜、红点瞄准镜、冲锋枪普通瞄准镜、冲锋枪高级瞄准镜、冲锋枪专家瞄准镜），不可改装战术导轨。
- 2013年—《絕對武力Online 2》：型號為P90 TR，命名為“P90”。
- 2013年—《2》：型號為P90 TR，命名為「Kobus 90」，使用“機械瞄具”時會配備透過位於上機匣的戰術導軌上，安裝的售後市場開放式瞄具。
- 2013年—：型號為P90 TR，命名為「P90」，載彈量50+1發，使用“機械瞄具”時會配備透過位於上機匣的戰術導軌上安裝的售後市場覘孔式瞄具。單機模式時能夠在解鎖後由主角丹尼爾·雷克（Daniel Recker）所使用，亦是中國特工漢娜的常用武器。聯機模式中完成單機戰役小任務「和平使者」後解鎖，被歸類為個人防衛武器，可由工程兵所使用。
- 2013年—《惡靈古堡：啟示》：型號為P90 STD，命名為「P-90」。戰役模式在地獄難度下可於第四章取得。FBC的制式武器。突擊模式則隨機掉落或出現在商店，稀有版本名稱為「風暴之主」。
- 2015年—：型號為P90 TR（改用重槍管後會形如PS90），命名為「P90」，歸類為衝鋒槍，載彈量50+1發，奇怪地重新裝填時，玩家角色没有按下彈匣釋放鈕，也能夠移除彈匣。聯機模式中預設裝上重槍管，能夠由罪犯機械師（Mechanic）所使用（執法機關解鎖條件為：以任何陣營進行遊戲使用該槍擊殺1250名敵人後，購買武器執照），價格為$30,000。使用“機械瞄具”時會配備透過位於上機匣的戰術導軌上安裝的售後市場覘孔式瞄具。可加裝各種瞄準鏡（反射、眼鏡蛇、全息瞄準鏡（放大1倍）、PKA-S（放大1倍）、Micro T1、SRS 02、Comp M4S、M145（放大3.4倍）、PO（放大3.5倍） 、ACOG（放大4倍）、PSO-1（放大4倍）、IRNV（放大1倍）、FLIR（放大2倍））、附加配件（傾斜式紅點鏡、電筒、戰術燈、激光瞄準器）及槍口零件（制退器、補償器、重槍管、抑制器、消焰器）。單人模式當中則能夠由主角尼古拉斯·門多薩所使用。
- 2015年—《小兵步槍》：型號為P90 TR，命名為「P90」。
- 2015年—：型號為P90 TR，命名為「P90」，使用“機械瞄具”時會配備透過位於上機匣的戰術導軌上安裝的售後市場覘孔式瞄具，奇怪地在開火時，玩家角色没有實際扣下扳機。由法國國家憲兵干預組幹員所使用。
- 2016年—《殺戮空間2》：型號為P90 TR，命名為「P90 SMG」，可安裝Trijicon RX30紅點鏡。
- 2017年—
- 2017年—《shellshockers fps》:命名為「打蛋器」，並設有不同皮膚選擇，彈匣容量改為40發。
- 2018年—《叛亂：沙漠風暴》
- 2019年—《少女前線》：型號為P90 TAC，製造時間為2:29。2020年聯動活動「夢間劇」聯動角色荷莉葉特也使用P90。
- 2019年—《湯姆克蘭西：全境封鎖2》：共有P90 STD、艾米琳的護衛、奇特武器「失落的話匣子」三種版本。
- 2019年—：型號為P90 TR（預設），命名為「P90」。戰役模式中由阿蓋塔拉恐怖組織所使用。聯機模式中為解鎖武器，並可作定制改裝。
- 2019年—《和平精英》：型號為P90 TR，命名為「P90」。於團隊竟技、全地圖空投出現，空投裏自帶250發子彈，無法自行裝配槍械配件
- 2020年—：命名為「P90」，可安裝瞄具、槍口，只能在團隊競技模式以及地圖「利維科」中撿到，在遊戲中使用5.9mm子彈。
- 2021年—《戰地風雲2042》：型號為P90TR，作為戰地風雲入口的武器登場。
- 2021年—《嚴陣以待》：型號為P90 TR，命名為「P90」。
- 2022年—：型號為P90TR，其握把部分被改爲了類似馬格普PDR卡賓槍的外形，被命名為“PDSW 528”。

### 動畫
- 2002年—《禁獵魔女》#15集[105]
- 2002年—：在動畫第5話中由米斯里魯假裝聯合國救援部隊時所使用。
- 2002年—《神槍少女》：型號為P90 STD，由荷莉葉特所使用。
- 2003年—《戰鬥妖精雪風》：在OVA中P90 STD作為菲亞利空軍制式衝鋒槍被使用，並在第三話登上報喪女妖空中航空母艦時被深井零使用。
- 2008年—《苍色骑士》
- 2011年—《日常》
- 2011年—《IS〈Infinite Stratos〉》：由其中一位來自法國的女主角─夏綠蒂·迪努亞所操作的IS（作品中的女用空戰人形機甲）「疾風·里凡穆特裝二型」（法語：Rafale Revive Custom Ⅱ）所使用，槍身比現實要巨大
- 2012年—《軍火女王》
- 2012年—《雏蜂》：琉璃所使用的武器。
- 2013年—《特例措施團體斯特拉女子學院高等科C3部》：初瀨卡莉拉所使用的主武器，為輕彈氣槍。
- 2018年—《刀劍神域外傳Gun Gale Online》：型號為P90 STD，粉紅色塗裝。為小比類巻香蓮（蓮）在線上遊戲Gun Gale Online（GGO）的武器，由其私下命名為“小P”。

### 輕小說
- 2014年—《刀劍神域外傳Gun Gale Online》：型號為P90 STD，粉紅色塗裝。為小比類卷香蓮（蓮）在線上遊戲Gun Gale Online（GGO）的武器，由其私下命名為“小P”。

## 相關
鎗械
- CBJ-MS
- MSMC冲锋枪
- FN Five-seveN手槍
- AR-57
- HK MP7衝鋒槍
- 新科動力CPW衝鋒槍
- FN PS90半自動卡賓槍
- FN F2000突擊步槍
- XM29 OICW

彈藥
- 5.7×28mm
- 4.6×30mm
- 9mm
- 犢牛式槍械列表